# Modelo Clark-Wilson
En seguridad informática, el modelo Clark-Wilson es un modelo orientado a la integridad de los datos dentro de empresas, muestra la aplicación de dos mecanismos llamados transacciones bien formadas y separación de derechos. Dentro del modelo se identifica la tripleta <sujeto, objeto, programa>. Menciona que para llevar a cabo la integridad se debe realizar una certificación a cargo de un proceso que aplica la política de integridad por medio de REGLAS DE CERTIFICACIÓN, y para llevar a cabo la ejecución se deben aplicar NORMAS DE EJECUCIÓN.
Sus REGLAS DE CERTIFICACIÓN y NORMAS DE EJECUCIÓN, son planteadas en su artículo "A Comparison of Commercial and Military Computer Security Policies"
Este modelo se encuentra orientado a proteger la integridad de la información.